# Nicholas F. Brady

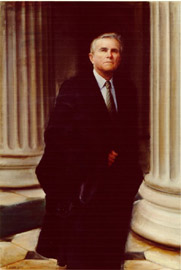
Nicholas F. Brady.

Nicholas Frederick Brady (Nueva York, 11 de abril de 1930) fue Secretario del Tesoro de los Estados Unidos durante el mandato de los presidentes Ronald Reagan y George H. W. Bush. Se hizo conocido a nivel mundial por crear el Plan Brady en marzo de 1989.
La carrera política de Brady comenzó cuando fue indicado en el senado, por el Partido Republicano, para ocupar un escaño del que disistió Harrison A. Williams, Jr. Cumplió su mandato del 20 de abril de 1982 al 27 de diciembre de 1982 y no buscó ser reelegido.
Asumió como Secretario del Tesoro el 15 de septiembre de 1988. En 1989, algunos años tras una crisis por deudas externas decretada por México, desarrolló un plan de reestructuración de la deuda externa de los país en desarrollo que fue conocido como "Plan Brady".
Él y su esposa, Katherine, tuvieron cuatro hijos.